# روخيليو لوبيز
روخيليو لوبيز (بالإسبانية: Rogelio López)‏ هو مهندس مكسيكي، ولد في 29 يوليو 1980 في مدينة أغواسكاليينتس في المكسيك.